# Trimeresurus septentrionalis
Espèce
Synonymes
- Trimeresurus albolabris septentrionalis Kramer, 1977
- Cryptelytrops septentrionalis (Kramer, 1977)

Trimeresurus septentrionalis est une espèce de serpents de la famille des Viperidae.

## Répartition
Cette espèce se rencontre au Bangladesh, en Inde et au Népal.

## Description
C'est un serpent venimeux.

## Publication originale
- Kramer, 1977 : Zur Schlangenfauna Nepals. Revue Suisse de Zoologie, vol. 84, no 3, p. 721-761 (texte intégral).